# 26 listopada
26 listopada jest 330. (w latach przestępnych 331.) dniem w kalendarzu gregoriańskim. Do końca roku pozostaje 35 dni.

## Święta
- Imieniny obchodzą: Alipiusz, Ammonia, Ammoniusz, Delfin, Dobiemiest, Faust, Hezychiusz, Jan, Kajetana, Konrad, Konrada, Lechosław, Lechosława, Leonard, Marceli, Nikon, Pachomiusz, Piotr, Stylian, Sylwester, Sylwestra, Syrycjusz i Teodor
- Mongolia – Święto Niepodległości
- Wspomnienia i święta w Kościele katolickim[1][2] obchodzą:
  - św. Alipiusz Słupnik (mnich)
  - bł. Jakub Alberione (prezbiter); (założyciel Paulistów)
  - św. Jan Berchmans (również 13 sierpnia)
  - bł. Kajetana Sterni (zakonnica)
  - św. Konrad (biskup Konstancji)
  - św. Leonard z Porto Maurizio (prezbiter)
  - św. Sylwester Guzzolini (opat)
  - św. Syrycjusz (papież)

## Wydarzenia w Polsce
- 1602 – Arcybiskup gnieźnieński i prymas Polski Stanisław Karnkowski erygował i uposażył seminarium diecezjalne w Gnieźnie.
- 1715 – Zawiązała się konfederacja tarnogrodzka.
- 1810 – Władze pruskie dokonały kasaty klasztoru cysterskiego w Rudach koło Raciborza.
- 1822 – Spłonął klasztor karmelitów bosych w Zagórzu koło Sanoka.
- 1899 – Otwarto Muzeum Przemysłu Artystycznego i Starożytności we Wrocławiu.
- 1900 – Odsłonięto pomnik Adama Mickiewicza w Tarnowie.
- 1917 – Powstał rząd Jana Kucharzewskiego.
- 1918 – Została zlikwidowana tzw. Republika Ostrowska w Ostrowie Wielkopolskim.
- 1921 – Polacy w Wolnym Mieście Gdańsku powołali Gdańską Macierz Szkolną.
- 1932 – Założono klub hokejowy Podhale Nowy Targ.
- 1943 – W Strzemieszycach Wielkich (dziś dzielnica Dąbrowy Górniczej) w odwecie za zamordowanie niemieckiego żandarma powieszono publicznie 11 Polaków.
- 1944 – Heinrich Himmler wydał rozkaz zniszczenia krematoriów w obozie koncentracyjnym Auschwitz-Birkenau.
- 1955:
  - Premiera komedii filmowej Irena do domu! w reżyserii Jana Fethke.
  - W setną rocznicę śmierci poety ponownie odsłonięto odbudowany pomnik Adama Mickiewicza w Krakowie.
- 1972 – Premiera 1. odcinka serialu telewizyjnego Chłopi w reżyserii Jana Rybkowskiego.
- 1973 – Została sformowana Polska Wojskowa Jednostka Specjalna mająca wejść w skład sił pokojowych ONZ na Bliskim Wschodzie.
- 1977:
  - Wycofano ze służby szkuner szkolny ORP „Iskra”.
  - Założono klub piłkarski GKS Bełchatów.
- 1979 – Premiera filmu wojennego Elegia w reżyserii Pawła Komorowski.
- 1987 – Minister spraw wewnętrznych Czesław Kiszczak wystosował pismo do prokuratora generalnego PRL, w którym domagał się skrócenia wyroków zabójcom ks. Jerzego Popiełuszki.
- 1991 – Polska została przyjęta do Rady Europy.
- 1996 – Zakończono dystrybucję powszechnych świadectw udziałowych.
- 2000 – Rozpoczął działalność mBank, pierwszy w Polsce bank wirtualny.
- 2001 – W Łodzi ukończono malowanie największego w Europie murala przy Piotrkowskiej.
- 2006 – Odbyła się II tura wyborów samorządowych.
- 2008 – W katedrze wawelskiej odbył się ponowny (po ekshumacji) pogrzeb gen. Władysława Sikorskiego.

## Wydarzenia na świecie

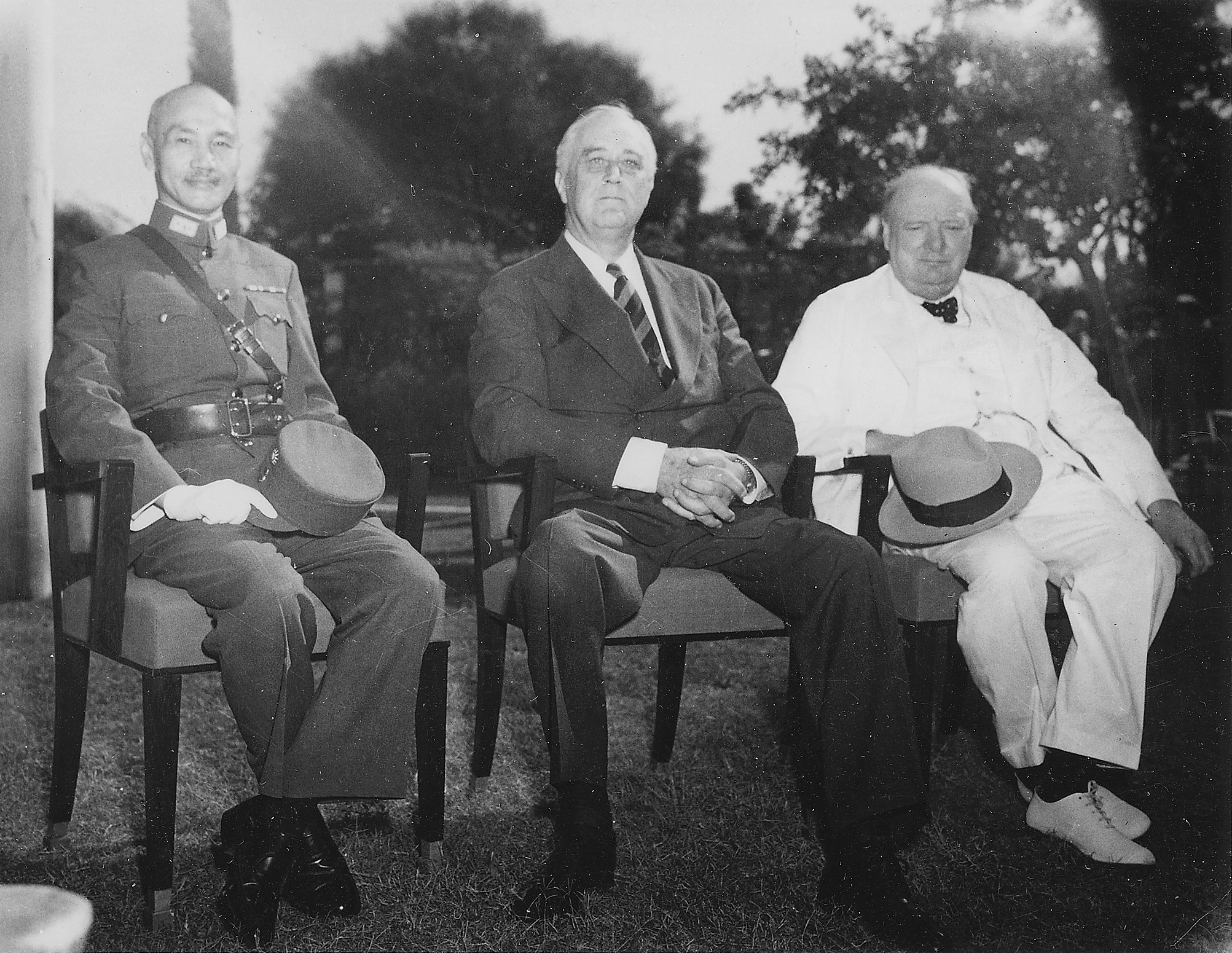
Czang Kaj-szek, Franklin Delano Roosevelt i Winston Churchill w Kairze (1943)

- 43 p.n.e. – Oktawian August, Marek Antoniusz i Marek Emiliusz Lepidus zawiązali II triumwirat.
- 579 – Pelagiusz II został papieżem.
- 1161 – Rozpoczęła się bitwa pod Caishi podczas inwazji wojsk dynastii Jin na terytorium południowej dynastii Song w Chinach.
- 1335 – Podczas zjazdu w Wyszehradzie sąd arbitrażowy władców Czech i Węgier nakazał zakonowi krzyżackiemu zwrócić Polsce Kujawy i ziemię dobrzyńską, natomiast Pomorze Gdańskie i ziemia chełmińska miały pozostać w składzie państwa zakonnego jako wieczysta jałmużna.
- 1346 – Karol IV Luksemburski został koronowany w katedrze w Bonn na antykróla Niemiec.
- 1476 – Wład Palownik pokonał, przy wsparciu wojsk węgierskich i mołdawskich, hospodara wołoskiego Basaraba III Starego i zajął jego miejsce.
- 1504 – Filip I Piękny został królem Kastylii.
- 1567 – Pietro Loredano został dożą Wenecji.
- 1570 – Król Francji Karol IX Walezjusz ożenił się z arcyksiężniczką austriacką Elżbietą Habsburg.
- 1580 – We Francji zawarto pokój między katolikami a hugenotami.
- 1742 – Utworzono patriarchat Cylicji Kościoła katolickiego obrządku ormiańskiego z siedzibą w Bejrucie.
- 1751 – Adolf Fryderyk został koronowany na króla Szwecji.
- 1764 – We Francji zlikwidowano zakon jezuitów.
- 1769 – Cesarzowa Rosji Katarzyna II Wielka ustanowiła Order Świętego Jerzego.
- 1778 – James Cook odkrył wyspę Maui w archipelagu Hawajów.
- 1784 – Powstała Prefektura Apostolska Stanów Zjednoczonych Ameryki ze stolicą w Baltimore. Była to pierwsza jednostka administracyjna Kościoła katolickiego w tym kraju, wcześniej tereny prefektury podlegały diecezji Quebec w Kanadzie.
- 1796 – Nowy cesarz Rosji Paweł I Romanow wypuścił z niewoli Tadeusza Kościuszkę.
- 1801 – Angielski chemik Charles Hatchett odkrył pierwiastek chemiczny niob.
- 1805 – Otwarto akwedukt i kanał Pontcysyllte w Walii.
- 1809 – Wojna na Półwyspie Iberyjskim: zwycięstwo wojsk francuskich nad hiszpańskimi w bitwie pod Alba de Tormes.
- 1812 – Inwazja Napoleona na Rosję: rozpoczęła się bitwa nad Berezyną.
- 1839 – José Travassos Valdez został premierem Portugalii.
- 1842 – W stanie Indiana założono Uniwersytet w Notre Dame.
- 1847 – W Paryżu odbyła się premiera opery Jerusalem Giuseppe Verdiego.
- 1861 – Przyjęto flagę Kolumbii.
- 1865 – Wojna Chile i Peru z Hiszpanią: zwycięstwo Chilijczyków w bitwie morskiej pod Papudo.
- 1867 – Ștefan Golescu został premierem Rumunii.
- 1894 – Ostatni car Rosji Mikołaj II Romanow poślubił Aleksandrę Fiodorowną.
- 1895 – Papież Leon XIII przywrócił katolicki koptyjski patriarchat aleksandryjski w Egipcie.
- 1901 – Zwodowano brytyjski statek pasażerski „Merion”.
- 1906 – Wszedł do służby amerykański statek pasażerski „Californian”, znany z nieudzielenia pomocy tonącemu „Titanicowi”.
- 1907 – Zwodowano francuski niszczyciel „Cognée”.
- 1912 – Na wyposażenie armii brytyjskiej wszedł karabin maszynowy Vickers.
- 1914 – Eksplozja amunicji na pancerniku HMS „Bulwark”(inne języki) w angielskim porcie Sheerness spowodowała śmierć 738 z 750 członków załogi.
- 1916 – Szwedzki astronom Walter Gyllenberg odkrył planetoidę (846) Lipperta.
- 1918:
  - Wielkie Zgromadzenie Serbskie uchwaliło w Podgoricy przyłączenie Czarnogóry do Serbii.
  - Wielkie Zgromadzenie Narodowe podjęło decyzje o detronizacji króla Czarnogóry Mikołaja I Petrowić-Niegosza oraz połączeniu kraju z Serbią.
- 1920 – W trzęsieniu ziemi o sile 6,2 stopnia w skali Richtera z epicentrum koło miasta Tepelena w południowej Albanii zginęło ok. 200 osób.
- 1922 – Howard Carter i lord Carnarvon weszli do wnętrza odkrytego 4 listopada grobowca Tutanchamona.
- 1923 – Dolores w Urugwaju uzyskało prawa miejskie.
- 1924 – Proklamowano Mongolską Republikę Ludową.
- 1933 – Camille Chautemps został po raz drugi premierem Francji.
- 1934 – W Nowosybirsku uruchomiono komunikację tramwajową.
- 1937 – Uzbrojony szaleniec Josef Thomas wtargnął z zamiarem zastrzelenia Adolfa Hitlera do starej Kancelarii Rzeszy, gdzie został obezwładniony i przekazany Gestapo.
- 1939:
  - Doszło do tzw. incydentu w Mainila, polegającego na ostrzelaniu przez artylerię Armii Czerwonej rosyjskiej wsi leżącej niedaleko wspólnej granicy. Sowieci obciążyli tym Finów, zyskując casus belli do rozpoczęcia wojny zimowej.
  - Na wysokości Newcastle upon Tyne zatonął transatlantyk „Piłsudski”.
- 1940 – W więzieniu w Jilavie, w odwecie za zamordowanie 2 lata wcześniej ich ówczesnego przywódcy Corneliu Zelei Codreanu, członkowie rumuńskiej Żelaznej Gwardii dokonali masakry 64 więźniów politycznych.
- 1941:
  - Sekretarz stanu Cordell Hull przekazał japońskiemu ambasadorowi notę dyplomatyczną w formie ultimatum, będącą ostatnim elementem amerykańskich sankcji wobec Japonii.
  - Z zatoki Hitokappu na wyspie Etorofuto (obecnie Iturup) na Kurylach w rejs w kierunku Hawajów wypłynęła eskadra sześciu japońskich lotniskowców, której celem było przeprowadzenie ataku na bazę amerykańskiej marynarki wojennej w Pearl Harbor.
- 1942:
  - Na ulicach australijskiego Brisbane rozpoczęły się dwudniowe bitwa o Brisbane starcia między żołnierzami australijskimi i amerykańskimi.
  - Premiera melodramatu Casablanca w reżyserii Michaela Curtiza.
  - W Bihaciu w Bośni z inicjatywy komunistów powstała Antyfaszystowska Rada Wyzwolenia Narodowego Jugosławii (AVNOJ).
  - W nocy z 25 na 26 listopada greccy partyzanci i brytyjscy komandosi wysadzili wiadukt kolejowy w Gorgopotamos.
- 1943:
  - Armia Czerwona przejęła kontrolę nad Homel na Białorusi.
  - Kampania śródziemnomorska: brytyjski statek transportowy HMT „Rohna”(inne języki) został zatopiony niemieckim kierowanym pociskiem rakietowym powietrze-woda Henschel Hs 293, w wyniku czego zginęło 1015 alianckich żołnierzy.
  - Wojna na Pacyfiku: zwycięstwo US Navy w bitwie koło Przylądka św. Jerzego.
  - Zakończyła się konferencja kairska.
- 1948 – Sun Fo został premierem Republiki Chińskiej.
- 1949 – Indie przyjęły republikańską konstytucję, która weszła w życie 26 stycznia 1950 roku.
- 1953 – Premiera amerykańskiego musicalu filmowego Pocałuj mnie, Kasiu w reżyserii George’a Sidneya.
- 1955 – W setną rocznicę śmierci poety w Nowogródku ponownie otwarto Muzeum Adama Mickiewicza.
- 1956 – Podczas XVI Letnich Igrzysk Olimpijskich w Melbourne Janusz Sidło zdobył srebrny medal w konkursie rzutu oszczepem.
- 1964 – Rozpoczęła nadawanie pierwsza stacja telewizyjna w Pakistanie.
- 1966 – We Francji uruchomiono pierwszą na świecie elektrownię pływową.
- 1968:
  - Konwencja przyjęta na wniosek Polski przez Zgromadzenie Ogólne ONZ wykluczyła przedawnienie zbrodni wojennych i zbrodni przeciwko ludzkości.
  - Premiera samochodu osobowego Audi 100.
- 1970 – Papież Paweł VI przybył z wizytą do Teheranu.
- 1972 – Premiera samochodu sportowego Fiat X1/9.
- 1973 – Mauretania została członkiem Ligi Państw Arabskich.
- 1976:
  - 72 osoby zginęły w katastrofie samolotu Tu-104B pod Moskwą.
  - Ukazał się debiutancki singiel brytyjskiego zespołu Sex Pistols Anarchy in the U.K.
- 1977 – W Marsylii uruchomiono pierwszą linię metra.
- 1979 – 156 osób zginęło w katastrofie pakistańskiego Boeinga 707 w Arabii Saudyjskiej.
- 1983 – Z sejfów w Porcie lotniczym Londyn-Heathrow zrabowano 26 mln funtów w złocie.
- 1986:
  - Premiera filmu Wybrzeże moskitów w reżyserii Petera Weira.
  - Wojna iracko-irańska: irański pocisk scud spadł na jedną z dzielnic Bagdadu, zabijając 103 osoby.
- 1988 – Krótki film o zabijaniu w reżyserii Krzysztofa Kieślowskiego zdobył podczas gali w Berlinie Europejską Nagrodę Filmową.
- 1989:
  - Ostatnie wietnamskie oddziały wojskowe opuściły Kambodżę.
  - Prezydent Komorów Ahmed Abdallah zginął w zamachu w stolicy kraju Moroni.
  - Założono Bułgarską Partię Socjaldemokratyczną.
- 1990 – Po 41 latach reaktywowano Szanghajską Giełdę Papierów Wartościowych.
- 1991:
  - Na amerykańskim poligonie atomowym w Nevadzie przeprowadzono ostatni brytyjski próbny wybuch jądrowy.
  - Ukazał się album Dangerous Michaela Jacksona.
- 1994:
  - Na swym szóstym konsystorzu papież Jan Paweł II mianował 30 nowych kardynałów.
  - Miał miejsce nieudany szturm Groznego, który przeprowadziły siły antydudajewowskiej opozycji przy nieoficjalnym wsparciu jednostek armii rosyjskiej.
  - Została uchwalona konstytucja Abchazji.
- 1995 – Eduard Szewardnadze został prezydentem Gruzji.
- 1998:
  - 209 osób zginęło w zderzeniu pociągów w indyjskim stanie Pendżab.
  - Tony Blair jako pierwszy premier Wielkiej Brytanii wygłosił przemówienie w parlamencie irlandzkim.
- 2000 – Papież Jan Paweł II promulgował Konstytucję Watykanu.
- 2001 – Została założona norweskojęzyczna Wikipedia.
- 2003 – Odbył się ostatni lot Concorde’a.
- 2006 – Rafael Correa zwyciężył w II turze wyborów prezydenckich w Ekwadorze.
- 2007 – Południowokoreańskie miasto Yeosu zostało wybrane na organizatora Expo 2012. O organizację ubiegały się także marokański Tanger i Wrocław.
- 2008 – Blisko 200 osób zginęło, a kilkaset zostało rannych w zamachu terrorystycznym w indyjskim Mumbaju (26-29 listopada).
- 2010 – Rosyjska Duma Państwowa przyjęła uchwałę potępiającą zbrodnię katyńską.
- 2011 – Wojna w Pakistanie: śmigłowce NATO omyłkowo dokonały nalotu na dwa wojskowe posterunki w Agencji Mohmand w miejscowości Salala przy granicy z Afganistanem, w wyniku czego zginęło 24 pakistańskich żołnierzy.
- 2012 – 14 osób zginęło, a 7 zostało rannych w pożarze fabryki zatrudniającej osoby niepełnosprawne w niemieckim Titisee-Neustadt.
- 2015 – António Costa został premierem Portugalii.
- 2018 – Prezydent Petro Poroszenko wydał dekret wprowadzający stan wojenny na Ukrainie na okres 60 dni.
- 2019 – 51 osób zginęło, a ok. 900 zostało rannych w wyniku trzęsienia ziemi w Albanii.
- 2021 – W tureckim Izmirze otwarto stadion piłkarski Alsancak Mustafa Denizli Stadyumu.

## Eksploracja kosmosu
- 1959 – Nieudana próba wystrzelenia amerykańskiej sondy księżycowej Pioneer P 3.
- 1965 – Na orbicie okołoziemskiej umieszczono pierwszego francuskiego sztucznego satelitę Astérix.
- 1985 – Rozpoczęła się misja STS-61-B wahadłowca Atlantis.
- 1988 – Wystrzelono statek kosmiczny Sojuz TM-7 z siódmą wyprawą na stację kosmiczną Mir.
- 2011 – Wystrzelono amerykańską sondę Mars Science Laboratory.
- 2018 – Na Marsie wylądował amerykański lądownik InSight.

## Urodzili się
- 656 – Tang Zhongzong, cesarz Chin (zm. 710)
- 1189 – Jerzy II Wsiewołodowicz, wielki książę włodzimierski (zm. 1238)
- 1288 – Go-Daigo, cesarz Japonii (zm. 1339)
- 1374 – Jerzy IV Dymitrowicz, książę zwienigorodzki i galicki, wielki książę moskiewski (zm. 1434)
- 1401 – Henry Beaufort, angielski arystokrata (zm. 1418)
- 1462 – Aleksander Wittelsbach, palatyn i książę Palatynatu-Zweibrücken (zm. 1514)
- 1472 – Szymon z Trydentu, włoski chłopiec, męczennik, święty (zm. 1475)
- 1518 – Guido Ascanio Sforza, włoski kardynał (zm. 1564)
- 1564 – Henryk Anzelm von Promnitz, niemiecki arystokrata, gubrernator Dolnych Łużyc (zm. 1622)
- 1566 – Francesco Bracciolini(inne języki), włoski poeta (zm. 1645)
- 1575 – Jan August Wittelsbach, hrabia palatyn i książę Palatynatu-Lützelstein (zm. 1611)
- 1607 – John Harvard, amerykański pastor, założyciel Uniwersytetu Harvarda (zm. 1638)
- 1608 – Andrzej Wiszowaty, polski filozof, kaznodzieja, poeta, ideolog braci polskich (zm. 1678)
- 1632 – (lub 24 listopada) Louis de La Forge, francuski lekarz, filozof (zm. 1666)
- 1657 – William Derham, brytyjski duchowny anglikański, astronom, filozof przyrody (zm. 1735)
- 1678 – Karol Leopold, książę Meklemburgii-Schwerin (zm. 1747)
- 1697 – Maria Karolina Sobieska, polska szlachcianka (zm. 1740)
- 1702 – Mateusz Alonso de Leciniana, hiszpański dominikanin, misjonarz, męczennik, święty (zm. 1745)
- 1731 – William Cowper, brytyjski poeta (zm. 1800)
- 1736 – Charles-Joseph Panckoucke, francuski pisarz, dziennikarz (zm. 1798)
- 1739 – Teodor Waga, polski pijar, prawnik, historyk, geograf, nauczyciel (zm. 1801)
- 1743 – Franciszek Ksawery Pułaski, polski polityk, pułkownik, uczestnik konfederacji barskiej (zm. 1769)
- 1750 – María Josefa Pimentel y Téllez-Girón, hiszpańska arystokratka (zm. 1834)
- 1754 – Georg Forster, polsko-niemiecki przyrodnik, etnolog, podróżnik pochodzenia szkockiego (zm. 1794)
- 1755 – Ksawery Chłapowski, polski szlachcic, polityk (zm. 1840)
- 1767 – Płaton Zubow, rosyjski generał, polityk (zm. 1822)
- 1778 – Harry Fane, brytyjski generał, polityk (zm. 1840)
- 1783 – Aleksander Stanisław Bniński, polski hrabia, polityk (zm. 1831)
- 1787:
  - Pascal Coste(inne języki), francuski architekt (zm. 1879)
  - Nikanor (Klemientjewski), rosyjski biskup prawosławny (zm. 1856)
- 1789 – Martin von Wahrendorff, szwedzki dyplomata, przemysłowiec, wynalazca (zm. 1861)
- 1792 – Sarah Grimké, amerykańska sufrażystka, abolicjonistka (zm. 1873)
- 1795 – Carl Philipp Fohr, niemiecki malarz, rysownik (zm. 1818)
- 1799:
  - Michał Kulesza, polski malarz, grafik (zm. 1863)
  - Sofoniasz (Sokolski), rosyjski biskup prawosławny (zm. 1877)
- 1800:
  - Karol Forster, polski prozaik, poeta, uczestnik powstania listopadowego, emigrant (zm. 1879)
  - Antoni Marcin Slomšek, słoweński duchowny katolicki, biskup, pisarz, błogosławiony (zm. 1862)
- 1804:
  - Friedrich Grundmann, niemiecki przemysłowiec (zm. 1887)
  - Placidus Ralli, włoski duchowny katolicki, sekretarz Świętej Kongregacji Obrzędów, łaciński patriarcha Antiochii (zm. 1884)
- 1805 – Eustachy Januszkiewicz, polski pisarz, publicysta, wydawca, księgarz (zm. 1874)
- 1807:
  - Francis Brengle, amerykański prawnik, polityk (zm. 1846)
  - William Sidney Mount, amerykański malarz (zm. 1868)
- 1808 – Edmund Krasicki, polski hrabia, ziemianin, kapitan (zm. 1894)
- 1809:
  - Wilhelm Ferdinand Erichson, niemiecki entomolog (zm. 1848)
  - Franciszek Emil Lauber, polski duchowny ewangelicki pochodzenia niemieckiego (zm. 1852)
- 1810 – William George Armstrong(inne języki), brytyjski arystokrata, inżynier, przemysłowiec, wynalazca (zm. 1900)
- 1814:
  - Louise Aston(inne języki), niemiecka pisarka, feministka (zm. 1871)
  - Konrad Deubler, niemiecki filozof chłopski (zm. 1884)
- 1817 – Charles Adolphe Wurtz, francuski chemik (zm. 1884)
- 1820 – (lub 25 listopada) Saturnin Świerzyński, polski malarz, pedagog (zm. 1885)
- 1822 – Lilly Martin Spencer, amerykańska malarka (zm. 1902)
- 1823 – Thomas Tellefsen, norweski kompozytor, pianista (zm. 1874)
- 1826 – Juan Pablo Rojas Paúl(inne języki), wenezuelski prawnik, polityk, prezydent Wenezueli (zm. 1905)
- 1827:
  - Emily Jane Pfeiffer, brytyjska poetka, filantropka (zm. 1890)
  - Hugo Ulrich, niemiecki kompozytor, pianista, aranżer, pedagog (zm. 1872)
  - Ellen G. White, amerykańska duchowna adwentystyczna, prorokini, pisarka (zm. 1915)
- 1828 – René Goblet, francuski polityk, premier Francji (zm. 1905)
- 1830 – Rafał Credo, polski malarz, franciszkanin (zm. 1867)
- 1831 – Fiodor Bredichin, rosyjski astronom (zm. 1904)
- 1834 – Serafino Vannutelli, włoski kardynał (zm. 1915)
- 1837 – Thomas Playford, australijski polityk, premier Australii Południowej (zm. 1915)
- 1838 – Napoleon Urbanowski, polski inżynier, uczestnik powstania styczniowego (zm. 1896)
- 1840 – Cyryl VIII Geha, syryjski duchowny Kościoła melchickiego, patriarcha Antiochii, Jerozolimy, Aleksandrii i całego Wschodu (zm. 1916)
- 1841 – Jan Chrzciciel Piamarta, włoski duchowny katolicki, święty (zm. 1913)
- 1847 – Maria Romanowa, caryca Rosji (zm. 1928)
- 1849 – Konrad Dobrski, polski lekarz, działacz społeczny (zm. 1915)
- 1850 – Wincenty Rawski (młodszy), polski architekt, budowniczy (zm. 1927)
- 1855 – Franz Xavier Nagl, austriacki duchowny katolicki, arcybiskup Wiednia, kardynał (zm. 1913)
- 1857 – Ferdinand de Saussure, szwajcarski językoznawca, wykładowca akademicki (zm. 1913)
- 1858 – Katarzyna Maria Drexel, amerykańska zakonnica, święta (zm. 1955)
- 1860 – Jerzy Drzewiecki, polski lekarz, homeopata, publicysta, okultysta (zm. 1907)
- 1861 – Eugeniusz Ciastoń, polski lekarz, generał brygady (zm. 1930)
- 1862 – Aurel Stein, brytyjski archeolog, podróżnik pochodzenia węgiersko-żydowskiego (zm. 1943)
- 1864 – Auguste Charlois, francuski astronom (zm. 1910)
- 1867 – Tomasz Nejman, polski kontradmirał (zm. 1942)
- 1869:
  - Stanisław Estreicher, polski historyk prawa (zm. 1939)
  - Maud, królowa Norwegii (zm. 1938)
- 1871 – Luigi Sturzo, włoski duchowny katolicki, polityk (zm. 1959)
- 1873:
  - Leon Choromański, polski nowelista, dramaturg, krytyk literacki (zm. 1952)
  - Klemens Neumann, niemiecki duchowny katolicki, pedagog, Sługa Boży (zm. 1928)
- 1876 – Nela Samotyhowa, polska nauczycielka, działaczka społeczna (zm. 1966)
- 1878 – Marshall Taylor, amerykański kolarz szosowy (zm. 1932)
- 1880:
  - Kazimierz Junosza-Stępowski, polski aktor (zm. 1943)
  - Władysław Konopczyński, polski historyk, wykładowca akademicki (zm. 1952)
- 1881:
  - Gaetano Cicognani, włoski kardynał, nuncjusz apostolski (zm. 1962)
  - Stefan Królikowski, polski działacz socjalistyczny i komunistyczny, polityk, poseł na Sejm RP (zm. 1937)
  - Tadeusz Tomaszewski, polski prawnik, polityk, premier RP na uchodźstwie (zm. 1950)
- 1883:
  - Mihály Babits, węgierski poeta, tłumacz, publicysta (zm. 1941)
  - Ludwik Franciszek Maciejowski, polski oficer (zm. 1940)
- 1885 – Heinrich Brüning, niemiecki prawnik, ekonomista, historyk, filolog, polityk, kanclerz Niemiec (zm. 1970)
- 1886 – Thorild Olsson, szwedzki lekkoatleta, długodystansowiec (zm. 1934)
- 1889:
  - Olaf Ørvig, norweski żeglarz sportowy (zm. 1939)
  - Franciszek Tatula, polski malarz (zm. 1946)
- 1891:
  - Scott Bradley, amerykański pianista, kompozytor, dyrygent (zm. 1977)
  - Jan Stankiewicz, białoruski działacz narodowy, polityk (zm. 1976)
- 1892 – Charles Brackett, amerykański scenarzysta, producent filmowy (zm. 1969)
- 1894:
  - Peder Marcussen, duński gimnastyk (zm. 1972)
  - Iwan Papanin, rosyjski kontradmirał, badacz polarny (zm. 1986)
  - Norbert Wiener, amerykański matematyk pochodzenia polsko-żydowskiego (zm. 1964)
- 1895:
  - Witold Hulewicz, polski poeta, krytyk literacki, tłumacz, wydawca (zm. 1941)
  - Bertil Lindblad, szwedzki astronom (zm. 1965)
- 1896 – Jan Waśniewski, polski pisarz, publicysta (zm. 1945)
- 1897:
  - Luis Batlle Berres, urugwajski polityk, prezydent Urugwaju (zm. 1964)
  - Zhang Guotao, chiński działacz komunistyczny (zm. 1979)
- 1898:
  - Héctor Scarone, urugwajski piłkarz (zm. 1967)
  - Karl Ziegler, niemiecki chemik, laureat Nagrody Nobla (zm. 1973)
- 1899 – Szymon Marcin Kozłowski, polski duchowny katolicki, biskup łucko-żytomierski, arcybiskup mohylewski (ur. 1819)
- 1901:
  - Ernst Borinski, niemiecko-amerykański prawnik, socjolog, wykładowca akademicki pochodzenia żydowskiego (zm. 1983)
  - Piotr Połoński, polski aktor, reżyser teatralny (zm. 1979)
- 1902:
  - Stanisław Flis, polski lekarz, historyk medycyny, regionalista (zm. 1976)
  - William Kanerva, fiński piłkarz (zm. 1956)
  - Luo Ronghuan, chiński dowódca wojskowy (zm. 1963)
  - Zygmunt Szparkowski, polski inżynier, automatyk, informatyk, wykładowca akademicki (zm. 1988)
- 1903:
  - Bolesław Drewek, polski wioślarz, sędzia międzynarodowy (zm. 1972)
  - Andrzej Frydecki, polski architekt (zm. 1989)
  - Alice Herz-Sommer, czeska pianistka, pedagog, superstulatka pochodzenia żydowskiego (zm. 2014)
- 1904:
  - Stanisław Jędrzejek, polski nauczyciel, regionalista, historyk amator, poeta (zm. 2001)
  - Antoni Piotr Zieliński, polski kapitan żeglugi wielkiej (zm. 1951)
- 1905:
  - Edward Lanota, polski działacz komunistyczny, szef sztabu dowództwa Armii Ludowej w czasie powstania warszawskiego (zm. 1944)
  - Karl Rappan, austriacko-szwajcarski piłkarz, trener (zm. 1996)
  - Andrzej Wantuła, polski duchowny ewangelicki (zm. 1976)
  - Emlyn Williams(inne języki), walijski aktor, reżyser filmowy (zm. 1987)
- 1906:
  - Krystyna Dąbrowska, polska rzeźbiarka, malarka, sanitariuszka w powstaniu warszawskim (zm. 1944)
  - Jan Maciela, polski nauczyciel, działacz oświatowy, polityk, poseł na Sejm PRL (zm. 1967)
  - Grigorij Malechońkow, radziecki polityk (zm. 1957)
  - Wilhelm Törsleff, szwedzki żeglarz sportowy (zm. 1998)
- 1907:
  - David Ewen, amerykański historyk i krytyk muzyczny pochodzenia austriackiego (zm. 1985)
  - Agnes Geraghty, amerykańska pływaczka (zm. 1974)
  - Ruth Patrick, amerykańska botanik (zm. 2013)
- 1908:
  - Gerhard Bigalk, niemiecki komandor podporucznik, dowódca okrętów podwodnych (zm. 1942)
  - Freddie van der Goes, południowoafrykańska pływaczka (zm. 1976)
  - Józef Perlikowski, polski działacz komunistyczny (zm. 1939)
- 1909:
  - Fritz Buchloh, niemiecki piłkarz, bramkarz (zm. 1998)
  - Frances Dee, amerykańska aktorka (zm. 2004)
  - Eugène Ionesco, francuski dramaturg pochodzenia rumuńskiego (zm. 1994)
  - Ramón Villeda Morales, honduraski lekarz, polityk, prezydent Hondurasu (zm. 1971)
- 1910:
  - Cyril Cusack, irlandzki aktor (zm. 1993)
  - Aileen Meagher, kanadyjska lekkoatletka, sprinterka (zm. 1987)
  - Kazimierz Secomski, polski ekonomista, polityk, poseł na Sejm PRL, wicepremier (zm. 2002)
  - Nikołaj Szczołokow, radziecki generał armii, polityk (zm. 1984)
- 1911:
  - Savino Guglielmetti, włoski gimnastyk (zm. 2006)
  - Robert Marchand, francuski kolarz szosowy (zm. 2021)
  - Samuel Reshevsky, amerykański szachista (zm. 1992)
- 1912:
  - Giuseppe Vecchi, włoski muzykolog, filolog latynista (zm. 2007)
  - Eugen York, niemiecki reżyser i scenarzysta filmowy (zm. 1991)
- 1913:
  - Łukasz Ciepliński, polski podpułkownik piechoty, członek WiN, uczestnik podziemia antykomunistycznego (zm. 1951)
  - Foy Draper, amerykański lekkoatleta, sprinter (zm. 1943)
  - Lesław Eustachiewicz, polski krytyk i historyk literatury, tłumacz (zm. 1998)
  - Konrad Morawski, polski aktor (zm. 1985)
  - Marian Nitecki, polski generał brygady (zm. 2008)
- 1915 – Earl Wild, amerykański pianista, kompozytor, dyrygent (zm. 2010)
- 1916 – Pearse Lacey, kanadyjski duchowny katolicki, biskup pomocniczy Toronto (zm. 2014)
- 1917:
  - Edgar Barth, niemiecki kierowca wyścigowy (zm. 1965)
  - Adele Jergens, amerykańska aktorka (zm. 2002)
  - Béla Rerrich, węgierski szpadzista (zm. 2005)
- 1918:
  - Patricio Aylwin, chilijski adwokat, polityk, prezydent Chile pochodzenia irlandzkiego (zm. 2016)
  - Lucjan Kieszczyński, polski historyk, wykładowca akademicki (zm. 2002)
  - Leopold Kozłowski-Kleinman, polski pianista, klezmer, kompozytor, dyrygent pochodzenia żydowskiego (zm. 2019)
  - Huber Matos, kubański polityk, dysydent (zm. 2014)
- 1919:
  - Ryszard Kaczorowski, polski polityk, prezydent RP na uchodźstwie (zm. 2010)
  - Ryszard Kowalski, polski porucznik saperów, cichociemny (zm. 1943)
  - Frederik Pohl, amerykański pisarz i redaktor science fiction, krytyk literacki (zm. 2013)
- 1920:
  - Janina Garycka, polska polonistka, malarka, scenografka, kierownik literacki (zm. 1997)
  - Daniel Petrie, amerykański reżyser i producent filmowy i telewizyjny (zm. 2004)
- 1921:
  - Alex Close, belgijski kolarz szosowy (zm. 2008)
  - Wiesław Machowski, polski aktor (zm. 2004)
  - Andrzej Nadolski, polski archeolog, historyk (zm. 1993)
  - František Listopad, czeski poeta, tłumacz, reżyser teatralny (zm. 2017)
  - Frans Rombaut, belgijski zapaśnik (zm. 2006)
- 1922:
  - Gino Gard, amerykański piłkarz, bramkarz (zm. 2010)
  - Antoni Huczyński, polski weterynarz, żołnierz AK, uczestnik powstania warszawskiego, działacz kombatancki, youtuber (zm. 2020)
  - Charles Schulz, amerykański rysownik, twórca filmów animowanych (zm. 2000)
  - Richard Vander Veen, amerykański polityk (zm. 2006)
- 1923:
  - Luigi Bettazzi, włoski duchowny katolicki, biskup Ivrei (zm. 2023)
  - Adam Strzałkowski, polski fizyk jądrowy (zm. 2020)
- 1924:
  - Bhekimpi Dlamini, suazyjski polityk, premier Suazi (zm. 1999)
  - Irwin Hoffman, amerykański dyrygent (zm. 2018)
  - Wołodymyr Kosyk, ukraiński historyk (zm. 2017)
  - George Segal, amerykański rzeźbiarz (zm. 2000)
- 1925:
  - Gregorio Álvarez, urugwajski generał, polityk, prezydent Urugwaju (zm. 2016)
  - Eugene Istomin, amerykański pianista (zm. 2003)
  - Edward Kajdański, polski pisarz, dziennikarz, dyplomata (zm. 2020)
- 1926:
  - Jean Liedloff, amerykańska pisarka (zm. 2011)
  - Aleksander Ogłoblin, polski lekkoatleta, płotkarz, działacz sportowy (zm. 2017)
  - Armand Penverne, francuski piłkarz, trener (zm. 2012)
- 1928:
  - Zbigniew Brzeziński, polski epidemiolog (zm. 2007)
  - Károly Sándor, węgierski piłkarz (zm. 2014)
- 1929:
  - Aleksandra Stachura, polska polityk, poseł na Sejm PRL
  - Siergiej Wojenuszkin, radziecki polityk (zm. 2012)
- 1930:
  - Viola Burnham, gujańska nauczycielka i polityczka (zm. 2003)
  - Jacques Foix, francuski piłkarz (zm. 2017)
  - Uładzimir Karatkiewicz, białoruski prozaik, poeta, dramaturg (zm. 1984)
  - Jerzy Muszyński, polski prawnik i politolog (zm. 2024)
  - Jimmy Omagbemi, nigeryjski lekkoatleta, sprinter (zm. 2012)
  - Czesław Rymarz, polski pułkownik, matematyk, fizyk, mechanik, meteorolog, cybernetyk, informatyk, inżynier, filozof, wykładowca akademicki (zm. 2011)
- 1931:
  - Wiktor Fajnberg, rosyjski językoznawca, lingwista, dysydent pochodzenia żydowskiego (zm. 2023)
  - Luis Gutiérrez Martín, hiszpański duchowny katolicki, biskup Segowii (zm. 2016)
  - Giuliana Minuzzo, włoska narciarka alpejska (zm. 2020)
  - Adolfo Pérez Esquivel, argentyński architekt, rzeźbiarz, obrońca praw człowieka, laureat Pokojowej Nagrody Nobla
  - Adrianus Simonis, holenderski duchowny katolicki, arcybiskup Utrechtu, kardynał (zm. 2020)
- 1933:
  - Puncagijn Dżasraj, mongolski polityk, premier Mongolii (zm. 2007)
  - Ludmiła Niedbalska, polska reżyserka i scenarzystka filmowa (zm. 2021)
  - Imre Pozsgay, węgierski politolog, polityk (zm. 2016)
- 1934:
  - Suzanne Allday, brytyjska lekkoatletka, dyskobolka i kulomiotka (zm. 2017)
  - Ludmiła Szewcowa, ukraińska lekkoatletka, biegaczka średniodystansowa
- 1935:
  - Georges Sarre, francuski polityk (zm. 2019)
  - Norman West, brytyjski związkowiec, polityk (zm. 2009)
- 1936:
  - Adán Godoy, chilijski piłkarz, bramkarz
  - Jaime Pedro Gonçalves, mozambicki duchowny katolicki, arcybiskup Beiry (zm. 2016)
  - Jan Liberda, polski piłkarz, trener (zm. 2020)
  - Janusz Rosół, polski operator dźwięku (zm. 2010)
  - Jerzy Zdrada, polski historyk, polityk, poseł na Sejm RP
- 1937:
  - Boris Jegorow, rosyjski kosmonauta (zm. 1994)
  - John Moore, brytyjski polityk (zm. 2019)
  - Edmund Przegaliński, polski neuropsychofarmakolog, profesor nauk medycznych (zm. 2025)
  - Andrzej Zieliński, polski polityk, minister kultury
- 1938:
  - Samuel Bodman, amerykański polityk, sekretarz energii (zm. 2018)
  - Władimir Jegorow, rosyjski admirał, polityk, dowódca Floty Bałtyckiej, gubernator obwodu królewieckiego (zm. 2022)
  - Rodolfo da Ponte, paragwajski szermierz (zm. 2021)
- 1939:
  - Abdullah Ahmad Badawi, malezyjski polityk, minister spraw wewnętrznych, minister spraw zagranicznych, premier Malezji (zm. 2025)
  - John Gummer, brytyjski polityk
  - Greetje Kauffeld, holenderska wokalistka jazzowa
  - Mark Margolis, amerykański aktor (zm. 2023)
  - Alexander Ruthven, brytyjski arystokrata, polityk (zm. 2021)
  - Tina Turner, amerykańska piosenkarka, autorka tekstów, choreografka, tancerka, producentka muzyczna, aktorka, pisarka (zm. 2023)
- 1940:
  - Andrzej Bobowski, polski sędzia i kibic piłkarski
  - Enrico Bombieri, włoski matematyk
  - Gianni De Michelis, włoski polityk (zm. 2019)
  - Konrad Frejdlich, polski poeta, prozaik, scenarzysta filmowy, tłumacz (zm. 2018)
  - Algis Rimas, litewski inżynier, polityk, samorządowiec (zm. 2010)
  - Quentin Skinner, brytyjski historyk myśli politycznej
- 1941:
  - Helga Čočková, czeska aktorka
  - Henryk Czembor, polski duchowny ewangelicko-reformowany, teolog, historyk, wykładowca akademicki, prozaik, poeta
  - Ladislav Frej, czeski aktor
  - Luigi Negri, włoski duchowny katolicki, arcybiskup Ferrara-Comacchio (zm. 2021)
- 1942 – Jerzy Kępa, polski prawnik, sędzia, polityk, senator RP
- 1943:
  - Piotr Miks, polski wokalista rockowy, kompozytor (zm. 2020)
  - Tadeusz Mołdawa, polski prawnik, politolog (zm. 2019)
  - Dino Verzini, włoski kolarz torowy
- 1944:
  - Zdzisław Dobrucki, polski żużlowiec, trener (zm. 2021)
  - Donald Kettler, amerykański duchowny katolicki, biskup Saint Cloud
  - Ans Schut, holenderska łyżwiarka szybka
- 1945:
  - Daniel Davis, amerykański aktor
  - John McVie, brytyjski basista, członek zespołu Fleetwood Mac
  - Björn von Sydow, szwedzki politolog, polityk
- 1946:
  - Mark L. Lester, amerykański reżyser i producent filmowy
  - Letizia Moratti, włoska polityk
  - Adam Paweł Wojda, polski matematyk, wykładowca akademicki
- 1948:
  - Elizabeth Blackburn, amerykańska biolog molekularna pochodzenia australijskiego
  - Krešimir Ćosić, chorwacki koszykarz, trener (zm. 1995)
  - Eduard Hauser, szwajcarski biegacz narciarski
  - Marion Lay, kanadyjska pływaczka
  - Egon Müller, niemiecki żużlowiec
  - Galina Prozumienszczikowa, rosyjska pływaczka (zm. 2015)
- 1949:
  - Marí Alkatiri, timorski polityk, premier Timoru Wschodniego
  - José Miguel Álvarez, kubański koszykarz (zm. 2016)
  - Szelomo Arci, izraelski piosenkarz, autor tekstów, kompozytor
  - Jerzy Choroba, polski hokeista
  - Peter C. Gøtzsche, duński lekarz, naukowiec
  - Hartmut Kliemt, niemiecki filozof, ekonomista
  - Roni Milo, izraelski samorządowiec, polityk
  - Ivan Patzaichin, rumuński kajakarz, kanadyjkarz (zm. 2021)
  - Andrzej Rzepliński, polski prawnik, prezes Trybunału Konstytucyjnego
  - Gerd Schellenberg, niemiecki piłkarz (zm. 2018)
- 1950:
  - Dieter Burdenski, niemiecki piłkarz (zm. 2024)
  - Waltraud Dietsch, niemiecka lekkoatletka, sprinterka
  - Andrzej S. Grabowski, polski malarz, grafik, scenograf
  - Krzysztof Kiersznowski, polski aktor (zm. 2021)
  - Grażyna Kostrzewińska, polska łyżwiarka figurowa
  - Jadwiga Pietkiewicz, polska koszykarka
  - Krystyna Sładek, polska lekkoatletka, biegaczka średniodystansowa
  - Jan Smyrak, polski kolarz szosowy
- 1951:
  - Krzysztof Olszewski, polski inżynier, przedsiębiorca
  - Ilona Staller, włoska aktorka pornograficzna, polityk pochodzenia węgierskiego
  - Sulejman Tihić, bośniacki prawnik, polityk (zm. 2014)
- 1952:
  - Francesca Marinaro, włoska dziennikarka, polityk
  - Yasaburō Sugawara, japoński zapaśnik
  - Wendy Turnbull, australijska tenisistka
- 1953:
  - Hilary Benn, brytyjski polityk
  - Shelley Moore Capito, amerykańska polityk, senator
  - Livio Corazza, włoski duchowny katolicki, biskup Forlì-Bertinoro
  - Marian Harkin, irlandzka polityk
  - Andrzej Sandomierski, polski prawnik, adwokat, sędzia Trybunału Stanu (zm. 2016)
  - Julien Temple, brytyjski reżyser filmowy, dokumentalista, twórca teledysków
  - Thomas Thennatt, indyjski duchowny katolicki, pallotyn, biskup Gwalioru (zm. 2018)
  - Tom Wedberg, szwedzki szachista
- 1954:
  - Andrzej Klimaszewski, polski kajakarz
  - Jerzy Kramarczyk, polski aktor
  - Stanisław Kuźnik, polski reżyser filmowy
  - Leonard Mlodinow, amerykański fizyk, autor książek popularnonaukowych pochodzenia żydowskiego
  - Tadeusz Pikulicki, polski socjolog, dziennikarz, działacz opozycji antykomunistycznej (zm. 2022)
  - Velupillai Prabhakaran, tamilski bojownik, przywódca polityczny Tamilskich Tygrysów (zm. 2009)
- 1955:
  - Tracy Hickman, amerykański pisarz fantasy
  - Jelko Kacin, słoweński polityk
  - Evans Paul, haitański dziennikarz, polityk, premier Haiti
  - Oldřich Vlasák, czeski inżynier, samorządowie, polityk, prezydent Hradca Králové, eurodeputowany (zm. 2024)
- 1956:
  - Salvatore Angerami, włoski duchowny katolicki, biskup pomocniczy Neapolu (zm. 2019)
  - Alessandro Momo, włoski aktor (zm. 1974)
- 1957:
  - Matthias Reim, niemiecki piosenkarz
  - Kevin Rhoades, amerykański duchowny katolicki, biskup Fort Wayne-South Bend
- 1958:
  - Tomasz Beksiński, polski dziennikarz muzyczny, tłumacz (zm. 1999)
  - Steve Buyer, amerykański polityk
  - Vilson Dias de Oliveira, brazylijski duchowny katolicki, biskup Limeiry
  - Ellen Fiedler, niemiecka lekkoatletka, płotkarka i sprinterka
  - Michaił Linge, rosyjski lekkoatleta, sprinter (zm. 1994)
  - Tapio Sipilä, fiński zapaśnik
  - James Warring, amerykański bokser, kick-boxer
- 1959:
  - Wagner Basílio, brazylijski piłkarz (zm. 2025)
  - Siergiej Gołowkin, rosyjski seryjny morderca (zm. 1996)
  - Katarzyna Józefowicz, polska rzeźbiarka
  - Witold Wróblewski, polski inżynier, samorządowiec, wicemarszałek województwa warmińsko-mazurskiego, prezydent Elbląga
- 1960:
  - Wasyl Bubka, ukraiński lekkoatleta, tyczkarz
  - Xhevdet Ferri, albański aktor (zm. 2020)
  - Jack Markell, amerykański polityk
  - Delio Rossi, włoski piłkarz, trener
  - Claude Turmes, luksemburski polityk
- 1961:
  - Peter Angkyier, ghański duchowny katolicki, biskup Damongo
  - Andrzej Halicki, polski ekonomista, przedsiębiorca, polityk, poseł na Sejm RP, minister administracji i cyfryzacji, eurodeputowany
  - Ivory, amerykańska wrestlerka
  - Petr Málek, czeski strzelec sportowy (zm. 2019)
  - Szymon Peszat, polski matematyk, wykładowca akademicki
  - Isabelle Thomas, francuska polityk, działaczka samorządowa, polityk, eurodeputowana
  - Marcy Walker, amerykańska aktorka
- 1962:
  - Fernando Bandeirinha, portugalski piłkarz
  - Hannes Holm, szwedzki reżyser i scenarzysta filmowy
  - Viliam Hýravý, słowacki piłkarz
- 1963:
  - Richard Arnold, amerykański oceanograf, astronauta, pedagog
  - Jarosław Bartnowski, polski piłkarz
  - Mario Elie, amerykański koszykarz, trener
  - Andrij Szkil, ukraiński dziennikarz, polityk
  - Dmytro Tabacznyk, ukraiński historyk, wykładowca akademicki, polityk
  - Jozefina Topalli, albańska polityk
  - Gustavo Zurbriggen, argentyński duchowny katolicki, prałat terytorialny Deán Funes, biskup Concordii
- 1964:
  - Szukri Balid, tunezyjski prawnik, polityk (zm. 2013)
  - Andrzej Przybylski, polski duchowny katolicki, biskup pomocniczy częstochowski
  - Vreni Schneider, szwajcarska narciarka alpejska
- 1965:
  - Leszek Jańczuk, polski biblista, duchowny, tłumacz i poliglota
  - Peter Konyegwachie, nigeryjski bokser
  - Serhij Kwit, ukraiński dziennikarz, filolog, filozof, polityk
  - Thomas Schroll, austriacki bobsleista
  - Joanna Smolarek, polska lekkoatletka, sprinterka
  - Des Walker, angielski piłkarz
- 1966:
  - Garcelle Beauvais, amerykańska aktorka pochodzenia haitańskiego
  - Merlin Mann, amerykański publicysta, bloger
  - Sue Wicks, amerykańska koszykarka, trenerka
- 1967:
  - Mariusz Jakus, polski aktor, pedagog
  - Zoltán Kósz, węgierski piłkarz wodny, bramkarz
  - Dariusz Olszewski, polski działacz sportowy, polityk, poseł na Sejm RP
  - Susanne Rosenqvist, szwedzka kajakarka
- 1968:
  - Edna Campbell, amerykańska koszykarka
  - Maciej Grzybowski, polski pianista
  - Włodzimierz (Melnyk), ukraiński biskup prawosławny
  - Sławomir Opaliński, polski piłkarz, trener
  - Birutė Šakickienė, litewska wioślarka
- 1969:
  - Marek Bukowski, polski aktor
  - Wadim Chamutckich, rosyjski siatkarz (zm. 2021)
  - Joanna Jax, polska pisarka
  - Krunoslav Jurčić, chorwacki piłkarz, trener
  - Shawn Kemp, amerykański koszykarz
- 1970:
  - John Amaechi, amerykański koszykarz, prezenter telewizyjny pochodzenia nigeryjskiego
  - Maria Kirchgasser-Pichler, austriacka snowboardzistka
- 1971:
  - Marcel Chyrzyński, polski kompozytor
  - Ninibeth Beatriz Leal Jiminez, wenezuelska modelka, zdobyczyni tytułu Miss World
  - Grzegorz Lipiec, polski polityk, członek zarządu województwa małopolskiego, poseł na Sejm RP
  - Paweł Miąszkiewicz, polski piłkarz
  - Anna Millward, australijska kolarka szosowa
  - Akira Narahashi, japoński piłkarz
  - Ronald Wright, amerykański bokser
- 1972:
  - Siergiej Aksionow, rosyjski polityk, premier Krymu
  - Shannon Dunn-Downing, amerykańska snowboardzistka
  - Krzysztof Gojdź, polski lekarz, doktor nauk medycznych i osobowość medialna
  - Adam Harrington, kanadyjski aktor
  - Chris Osgood, kanadyjski hokeista, bramkarz
  - Arjun Rampal, indyjski aktor, model
  - Šarūnas Šulskis, litewski szachista, arcymistrz
- 1973:
  - Jonathan Caouette, amerykański aktor, reżyser, scenarzysta i montażysta filmowy
  - Peter Facinelli, amerykański aktor
  - Jerry McCullough, amerykański koszykarz
  - Maria Serrano Serrano, hiszpańska piosenkarka, modelka (zm. 2001)
- 1974:
  - Aleksandr Dubinin, rosyjski brydżysta
  - Dmytro Koszakow, ukraiński piłkarz
  - Tammy Lynn Michaels, amerykańska aktorka
  - Cristina Sebastião, brazylijska judoczka
  - Roman Šebrle, czeski lekkoatleta, wieloboista
  - Þorvaldur Makan Sigbjörnsson, islandzki piłkarz
  - Song Jae-myung, południowokoreański zapaśnik
  - Joe Williams, amerykański zapaśnik
- 1975:
  - Jarosław Antoszczyk, polski aktor, reżyser filmowy
  - Gerardo Bedoya, kolumbijski piłkarz
  - Damian Drobik, polski piłkarz ręczny, trener, menedżer
  - DJ Khaled, amerykański didżej, producent muzyczny pochodzenia palestyńskiego
  - Patrice Lauzon, kanadyjski łyżwiarz figurowy, trener
  - Adam Leszczyński, polski historyk, socjolog, dziennikarz, publicysta
  - Igor Marczenko, rosyjski pływak
  - Marinette Pichon, francuska piłkarka
  - Władisław Radimow, rosyjski piłkarz
  - Salvatore Sanzo, włoski florecista
- 1976:
  - Andreas Augustsson, szwedzki piłkarz
  - Adam Badziak, polski motocyklista wyścigowy
  - Aleksandr Guśkow, rosyjski hokeista
- 1977:
  - Ivan Basso, włoski kolarz szosowy
  - Michał Cholewa, polski prawnik, samorządowiec, wicemarszałek województwa lubelskiego
  - Marek Pająk, polski muzyk, wokalista, autor tekstów, kompozytor, członek zespołów: Amorphous, Esqarial, Panzer X i Vader
  - Jure Radelj, słoweński skoczek narciarski
  - Mariusz Trzópek, polski hokeista
- 1978:
  - Jun Fukuyama, seiyū
  - Marcin Kołaczkowski, polski aktor, producent i reżyser musicalowy
  - Cédric Ravanel, francuski kolarz górski
  - Andrejs Rubins, łotewski piłkarz (zm. 2022)
- 1979:
  - Massimiliano Blardone, włoski narciarz alpejski
  - Julien Ingrassia, francuski pilot rajdowy
  - Torsten Laen, duński piłkarz ręczny
- 1980:
  - Davor Brcic, serbski siatkarz
  - Aruna Dindane, iworyjski piłkarz
  - Peter Manfredo Jr., amerykański bokser pochodzenia włoskiego
  - Albert Montañés, hiszpański tenisista
- 1981:
  - Stephan Andersen, duński piłkarz, bramkarz
  - Natasha Bedingfield, brytyjska piosenkarka, autorka tekstów
  - Isaac Boakye, ghański piłkarz
  - Darja Kapš, słoweńska szachistka
  - Julia Koczetkowa, rosyjska i słowacka szachistka
  - Zola Matumona, kongijski piłkarz
  - Anders Nyblom, duński zapaśnik
  - Håkan Nyblom, duński zapaśnik
  - Aurora Snow, amerykańska aktorka pornograficzna
- 1982:
  - Paola Brumana, włoska piłkarka
  - Luther Head, amerykański koszykarz
  - Karl Henry, angielski piłkarz pochodzenia jamajskiego
  - Olga Malinkiewicz, polska fizyk, wynalazczyni
  - Marina Mariuchnicz, rosyjska siatkarka pochodzenia ukraińskiego
- 1983:
  - Baadur Dżobawa, gruziński szachista
  - Chris Hughes, amerykański informatyk, przedsiębiorca
  - Mateusz Janicki, polski aktor
  - Stanisław Łubieński, polski pisarz, publicysta, kulturoznawca
  - Adam Metelski, polski koszykarz
  - Rachel Starr, amerykańska aktorka pornograficzna
- 1984:
  - Jermaine Gonzales, jamajski lekkoatleta, sprinter
  - Andy Iro, angielski piłkarz pochodzenia nigeryjskiego
  - Ryan Johnson, jamajski piłkarz
  - Jeremy Lusk, amerykański motocyklista rajdowy (zm. 2009)
  - Jean-Claude Ndagijimana, rwandyjski piłkarz, bramkarz
  - Ana Maria Popescu, rumuńska szpadzistka
  - Antonio Puerta, hiszpański piłkarz (zm. 2007)
  - Serhij Pyłypczuk, ukraiński piłkarz
  - Shannon Rempel, kanadyjska łyżwiarka szybka
  - Ben Wysocki, amerykański perkusista, członek zespołu The Fray pochodzenia polskiego
- 1985:
  - Matt Carpenter, amerykański baseballista
  - Michael Eneramo, nigeryjski piłkarz
  - Mesajah, polski wokalista reggae
  - Nikola Pokrivač, chorwacki piłkarz (zm. 2025)
  - Sam Townsend, brytyjski wioślarz
- 1986:
  - Carly Gullickson, amerykańska tenisistka
  - Lazar Hayward, amerykański koszykarz
  - Tereza Hlavsová, czeska biathlonistka (zm. 2006)
  - Aneta Langerová, czeska piosenkarka
  - Bauke Mollema, holenderski kolarz szosowy
  - Trevor Morgan, amerykański aktor
- 1987:
  - Armando Cooper, panamski piłkarz
  - Konrad Darocha, polski aktor
  - Kat DeLuna, amerykańska piosenkarka, tancerka, autorka tekstów pochodzenia dominikańskiego
  - Jorgos Dzawelas, grecki piłkarz
  - Matthew Ebden, australijski tenisista
  - Anna Tomczyk, polska siatkarka
  - Fernando Varela, kabowerdyjski piłkarz
- 1988:
  - Tamsin Egerton, brytyjska aktorka, modelka
  - Dariusz Gruszka, polski hokeista
  - Liu Qiuhong, chińska łyżwiarka szybka, specjalistka short tracku
- 1989:
  - Juan Cala, hiszpański piłkarz
  - Maria Sanchez, amerykańska tenisistka
  - Junior Stanislas, angielski piłkarz
- 1990:
  - Osama Akharraz, duński piłkarz pochodzenia marokańskiego
  - Gonçalo Almeida, luksemburski piłkarz pochodzenia portugalskiego
  - Avery Bradley, amerykański koszykarz
  - Chipmunk, brytyjski raper
  - Aaron Gate, nowozelandzki kolarz torowy i szosowy
  - Krzysztof Kamiński, polski piłkarz, bramkarz
  - Rita Ora, brytyjska piosenkarka, autorka tekstów pochodzenia albańskiego
  - Gabriel Paulista, brazylijski piłkarz
  - Michał Szpak, polski piosenkarz, autor tekstów
  - Danny Welbeck, angielski piłkarz
- 1991:
  - Denis Ambroziak, polski kajakarz
  - Kasey Carlson, amerykańska pływaczka
  - Manolo Gabbiadini, włoski piłkarz
  - Wiktorija Kamienska, rosyjska tenisistka
  - Shinri Shioura, japoński pływak
- 1992:
  - Ludwik Ducruet, członek monakijskiej rodziny książęcej
  - Tomás Guerra, chilijski lekkoatleta, oszczepnik
  - Mădălina Linguraru, rumuńska zapaśniczka
  - Garrett Nevels, amerykański koszykarz
- 1993:
  - Terry Antonis, australijski piłkarz pochodzenia greckiego
  - Omar Calhoun, amerykański koszykarz
  - Jordan Loveridge, amerykański koszykarz
  - Elizabeth Pelton, amerykańska pływaczka
- 1994:
  - Enríque Cuero, ekwadorski zapaśnik
  - Freddy Figueroa, ekwadorski judoka
  - Azra Hadzic, australijska tenisistka pochodzenia bośniackiego
  - Melvyn Lorenzen, ugandyjski piłkarz
  - Steve Makuka, urugwajski piłkarz
- 1995:
  - Martyna Byczkowska, polska aktorka
  - Devynne Charlton, bahamska lekkoatletka, sprinterka i płotkarka
  - James Guy, brytyjski pływak
  - Oliver Wood, brytyjski kolarz szosowy i torowy
- 1996:
  - Malik Beasley, amerykański koszykarz
  - Brandon Carlo, amerykański hokeista
  - Louane Emera, francuska aktorka, piosenkarka
  - Wesley Moraes, brazylijski piłkarz
  - Marc Roca, hiszpański piłkarz
- 1997:
  - Hanna Kebinger, niemiecka biathlonistka
  - Faruku Miya, ugandyjski piłkarz
  - Robeilys Peinado, wenezuelska lekkoatletka, tyczkarka
  - Aaron Wan-Bissaka, angielski piłkarz pochodzenia kongijskiego
- 1998:
  - Alejandro Castillo, amerykański morderca pochodzenia meksykańskiego
  - Luka Ivanušec, chorwacki piłkarz
  - Jón Dagur Þorsteinsson, islandzki piłkarz
  - Andreea Tămaș, rumuńska siatkarka
- 1999:
  - Martyna Łukasik, polska siatkarka
  - Sven Roes, holenderski łyżwiarz szybki, specjalista short tracku
  - Perr Schuurs, holenderski piłkarz
  - Jacob Shaffelburg, kanadyjski piłkarz
- 2000:
  - Lamecha Girma, etiopski lekkoatleta, długodystansowiec
  - Mateusz Praszelik, polski piłkarz
- 2001:
  - Jonathan Núñez, honduraski piłkarz
  - Yuna Shiraiwa, japońska łyżwiarka figurowa
  - Mesfin Tafesse, etiopski piłkarz
- 2002:
  - Harib Al-Maazmi, emiracki piłkarz
  - César Ubico, gwatemalski zapaśnik
- 2003:
  - Lerdxai Khamthama, laotański zapaśnik
  - Leonard Miller, kanadyjski koszykarz
  - Kalle Törmänen, fiński skoczek narciarski

## Zmarli
- 399 – Syrycjusz, papież, święty (ur. ?)
- 975 – Konrad, niemiecki duchowny katolicki, biskup Konstancji, święty (ur. ok. 900)
- 1126 – Ak Sunkur al-Bursuki, seldżucki dowódca wojskowy (ur. ?)
- 1252:
  - Bernard de Caux, francuski dominikanin, inkwizytor (ur. ?)
  - Blanka Kastylijska, królowa Francji (ur. 1188)
- 1267 – Sylwester Guzzolini, włoski kanonik, kaznodzieja, święty (ur. ok. 1177
- 1355 – (lub 5 grudnia) Kazimierz I, książę warszawski, czerski i rawski (ur. ?)
- 1358 – Delfina de Signe, francuska tercjarka franciszkańska, błogosławiona (ur. 1283)
- 1434 – Mikołaj Hinczowic, polski prawnik, profesor i rektor Akademii Krakowskiej, podskarbi koronny (ur. ?)
- 1504 – Izabela I Katolicka, królowa Kastylii i Leónu (ur. 1451)
- 1518 – Vannozza Cattanei, włoska kurtyzana (ur. 1442)
- 1524 – Filip II, hrabia Waldeck-Eisenberg (ur. 1453)
- 1549 – Henry Somerset, angielski arystokrata (ur. 1496)
- 1580 – Hieronim Bużeński, polski szlachcic, polityk (ur. ok. 1513)
- 1637 – Humilis z Bisignano, włoski franciszkanin, święty (ur. 1582)
- 1641 – Jadwiga Oldenburg, księżniczka duńska i norweska, elektorowa Saksonii (ur. 1581)
- 1654 – Giambattista Altieri, włoski duchowny katolicki, biskup Camerino i Todi, kardynał (ur. 1589)
- 1670 – Jacob van Loo, holenderski malarz (ur. 1614)
- 1681:
  - Jean Garnier, francuski jezuita, patrolog, teolog, historyk Kościoła (ur. 1612)
  - Giovanni Paolo Oliva, włoski jezuita, generał zakonu (ur. 1600)
- 1688 – Philippe Quinault, francuski dramaturg, librecista (ur. 1635)
- 1695:
  - Jan Kozina, czeski chłop, przywódca powstania Chodów (ur. 1652)
  - Johann Chrysostom Neborak, niemiecki mistrz wrocławskiego Zakonu Krzyżowców z Czerwoną Gwiazdą (ur. ?)
- 1716 – Nils Bielke, szwedzki polityk, dyplomata, wojskowy (ur. 1644)
- 1717 – Daniel Purcell, angielski kompozytor (ur. ok. 1663)
- 1726 – Jan Damascen Kaliński, polski prezbiter, poeta, mówca (ur. 1664)
- 1751 – Leonard z Porto Maurizio, włoski franciszkanin, święty (ur. 1676)
- 1770 – Gerlach Adolph von Münchhausen, niemiecki polityk (ur. 1688)
- 1780 – James Steuart, brytyjski ekonomista (ur. 1712)
- 1797 – Iwan Szuwałow, rosyjski arystokrata, generał adiutant, mecenas nauki i sztuki (ur. 1727)
- 1801 – Kajetan Adam Miączyński, polski generał-major wojsk koronnych, generał-lejtnant wojsk rosyjskich, uczestnik konfederacji barskiej i targowickiej (ur. 1754)
- 1807 – Oliver Ellsworth, amerykański prawnik, polityk (ur. 1745)
- 1808 – Richard Potts, amerykański polityk (ur. 1753)
- 1809 – Nicolas Dalayrac, francuski kompozytor (ur. 1753)
- 1816 – Dmitrij Dochturow, rosyjski generał (ur. 1756)
- 1819 – António Leal Moreira, portugalski kompozytor (ur. 1758)
- 1822 – Karl August von Hardenberg, pruski książę, polityk, premier Prus (ur. 1750)
- 1829 – Bushrod Washington, amerykański prawnik, sędzia Sądu Najwyższego (ur. 1762)
- 1832 – Gigar, cesarz Etiopii (ur. 1745)
- 1833 – Artur Zawisza, polski działacz niepodległościowy, kapitan, uczestnik powstania listopadowego (ur. 1809)
- 1836 – John Loudon McAdam, szkocki inżynier, wynalazca (ur. 1756)
- 1839:
  - Tomasz Đinh Viết Dụ, wietnamski dominikanin, męczennik, święty (ur. ok. 1783)
  - Dominik Nguyễn Văn Xuyên, wietnamski męczennik, święty (ur. ok. 1786)
- 1844 – Gustaf Johan Billberg, szwedzki botanik, zoolog, anatom (ur. 1772)
- 1851 – Jean-de-Dieu Soult, francuski polityk, generał, marszałek Francji (ur. 1769)
- 1855 – Adam Mickiewicz, polski poeta, działacz polityczny, publicysta, tłumacz, filozof, działacz religijny, mistyk, organizator i dowódca wojskowy, wykładowca akademicki (ur. 1798)
- 1857 – Joseph von Eichendorff, niemiecki poeta (ur. 1788)
- 1861 – Wilhelm Hensel, niemiecki malarz, portrecista (ur. 1794)
- 1866 – Jean-Jacques Willmar, luksemburski prawnik, polityk, premier Luksemburga (ur. 1792)
- 1867 – Hermann Adam von Kamp, niemiecki pisarz, nauczyciel i historyk (ur. 1796)
- 1869 – Albert, książę Schwarzburg-Rudolstadt (ur. 1798)
- 1877 – Richard Lucae, niemiecki architekt (ur. 1829)
- 1878 – Mieczysław Potocki, polski magnat, awanturnik (ur. 1799)
- 1881 – Johann Ludwig Krapf, niemiecki misjonarz, podróżnik, odkrywca, etnolog, lingwista (ur. 1810)
- 1882 – Otto von Manteuffel, pruski polityk, premier Prus (ur. 1805)
- 1883:
  - Kazimierz Krzywicki, polski filozof, polityk (ur. 1820)
  - Sojourner Truth, amerykańska niewolnica, abolicjonistka (ur. ok. 1797)
- 1885:
  - Thomas Andrews, irlandzki chemik, fizyk, wykładowca akademicki (ur. 1813)
  - Francisco Serrano, hiszpański arystokrata, generał, polityk, regent i prezydent Pierwszej Republiki Hiszpanii (ur. 1810)
- 1889 – Kajetana Sterni, włoska zakonnica, błogosławiona (ur. 1827)
- 1892 – Charles Lavigerie, francuski duchowny katolicki, arcybiskup Kartaginy, kardynał (ur. 1825)
- 1893 – Sebastian Brunner, austriacki pisarz, teolog katolicki (ur. 1814)
- 1895:
  - Stanisław Budziński, polski prawnik, krytyk literacki, tłumacz, wykładowca akademicki (ur. 1824)
  - George Edward Dobson, irlandzki zoolog, fotograf, chirurg wojskowy (ur. 1848)
- 1896:
  - Mathilde Blind, brytyjska poetka pochodzenia niemieckiego (ur. 1841)
  - Władysław Bogusławski, polsko-austriacki architekt (ur. 1847)
  - Benjamin Apthorp Gould, amerykański astronom (ur. 1824)
  - Konstanty Jelski, polski zoolog, podróżnik, badacz Ameryki Południowej (ur. 1837)
  - Coventry Patmore, brytyjski poeta, eseista (ur. 1823)
- 1902 – Antoni Baranowski, polski duchowny katolicki, biskup sejneński, poeta (ur. 1835)
- 1903 – Adrien Proust, francuski lekarz, higienista (ur. 1834)
- 1904 – Karl Eugen von Mercklin, rosyjski botanik, wykładowca akademicki pochodzenia niemieckiego (ur. 1821)
- 1906 – Julian Klaczko, polski krytyk literacki, historyk sztuki pochodzenia żydowskiego (ur. 1825)
- 1909 – Leon Rappaport, polski kupiec pochodzenia żydowskiego (ur. ok. 1848)
- 1911:
  - Nikola Hristić, serbski prawnik, polityk, premier Królestwa Serbii (ur. 1818)
  - Paul Lafargue, francuski filozof marksistowski, działacz ruchu robotniczego (ur. 1842)
- 1912 – Maria Luiza Hohenzollern-Sigmaringen, hrabina Flandrii (ur. 1845)
- 1914:
  - Feliks Sozański, polski ziemianin, polityk (ur. 1860)
  - Jadwiga Wierniewicz, polska posiadaczka ziemska, artystka ludowa (ur. 1837)
- 1917 – Ignacy Tadeusz Baranowski, polski historyk, bibliotekoznawca, wykładowca akademicki (ur. 1879)
- 1920:
  - Siemion Karietnikow, ukraiński anarchista (ur. ?)
  - Howard Taylor, amerykański tenisista (ur. 1865)
- 1921:
  - Juliusz Mutermilch, polski okulista pochodzenia żydowskiego (ur. 1861)
  - Esper Uchtomski, rosyjski książę, pisarz, publicysta (ur. 1861)
- 1922:
  - Tomasz Fall, polski organmistrz (ur. 1860)
  - Maria Gorecka, polska tłumaczka, autorka wspomnień, filantropka, najstarsze dziecko Adama Mickiewicza (ur. 1835)
- 1923 – Richard Thoma, niemiecki patolog (ur. 1847)
- 1925 – James Anderson Slater, brytyjski pilot wojskowy, as myśliwski (ur. 1896)
- 1926:
  - Ernest Belfort Bax, brytyjski dziennikarz, prawnik, filozof, historyk, antyfeminista, socjalista (ur. 1854)
  - John Moses Browning, amerykański konstruktor broni palnej (ur. 1855)
  - Eliška Krásnohorská, czeska feministka, poetka, pisarka, krytyk literacki (ur. 1847)
- 1927:
  - Giovanni Bonzano, włoski kardynał, dyplomata papieski (ur. 1867)
  - Władysław Garliński, polski kapral (ur. 1893)
  - Teofil Kormosz, ukraiński prawnik, polityk, działacz społeczny (ur. 1863)
- 1928 – Reinhard Scheer, niemiecki wiceadmirał (ur. 1863)
- 1929 – Stanisław Jasieński, polski aktor, śpiewak, dekorator (ur. 1850)
- 1930:
  - Edward Lorenz, polski prawnik, sędzia, fotografik (ur. 1874)
  - Jan Piltz, polski lekarz neurolog, psychiatra, wykładowca akademicki (ur. 1850)
  - Otto Sverdrup, norweski oficer, żeglarz, odkrywca (ur. 1854)
- 1932:
  - Wacław Jacek Laskowski, polski inżynier-technolog, działacz socjalistyczny, uczestnik powstania styczniowego, zesłaniec (ur. 1857)
  - J.E.H. MacDonald, kanadyjski malarz (ur. 1873)
- 1933:
  - Franz Bracht, niemiecki prawnik, polityk (ur. 1877)
  - Karl Kurz, austriacki piłkarz, trener (ur. 1898)
- 1934 – John O’Grady, irlandzki lekkoatleta, kulomiot (ur. 1891)
- 1935:
  - Paul Gisevius, niemiecki agronom, wykładowca akademicki (ur. 1858)
  - Petronela Golasiowa, polska działaczka narodowa (ur. 1851)
  - Karol Hamerski, polski prawnik, sędzia, porucznik rezerwy (ur. 1893)
  - Karl Kuk, austriacki generał, pisarz, urzędnik państwowy (ur. 1853)
- 1936:
  - Tadeusz Czerlunczakiewicz, polski prawnik, bankier (ur. 1869)
  - Billy Papke, amerykański bokser pochodzenia niemieckiego (ur. 1886)
- 1937:
  - Peldżidijn Genden, mongolski rewolucjonista, polityk komunistyczny, formalna głowa państwa i premier Mongolii (ur. 1892)
  - Jakub Hanecki, polski i radziecki działacz komunistyczny (ur. 1879)
  - Aleksandr Uljanow, białoruski działacz rewolucyjny, radziecki dyplomata (ur. 1901)
  - Silvestras Žukauskas, litewski generał armii pochodzenia polskiego (ur. 1860)
- 1939:
  - Hermann Julius Kolbe, niemiecki entomolog, muzealnik (ur. 1855)
  - Arne Novák, czeski literaturoznawca, krytyk i historyk literatury, eseista, wykładowca akademicki (ur. 1880)
  - Mamert Stankiewicz, polski komandor porucznik (ur. 1889)
- 1940:
  - Roman Stankiewicz, polski komandor porucznik (ur. 1898)
- 1942:
  - Evžen Čížek, czechosłowacki pilot wojskowy, as myśliwski (ur. 1904)
  - Ignacy Fik, polski poeta, publicysta, krytyk literacki, teoretyk kultury (ur. 1904)
  - Bolesław Jaworski, ukraiński kompozytor, muzykolog, pedagog (ur. 1877)
  - Stanisław Miszewski, polski drukarz, księgarz (ur. 1874)
- 1943:
  - Kazimierz Rzepka, polski porucznik piechoty, cichociemny (ur. 1915)
  - Winnaretta Singer, amerykańska milionerka, filantropka (ur. 1865)
- 1944:
  - Estera Broder, polska botanik, nauczycielka pochodzenia żydowskiego (ur. 1900)
  - Florence Foster Jenkins, amerykańska sopranistka (ur. 1868)
  - Mirosław Sawicki, polski adwokat, działacz harcerski, polityk (ur. 1870)
  - Alfred Schreiber, niemiecki pilot wojskowy, as myśliwski (ur. 1923)
- 1945 – Stanisław Ciesielczuk, polski poeta (ur. 1906)
- 1946:
  - Charles Bowers, amerykański rysownik, animator (ur. 1889)
  - Hans Saur, niemiecki funkcjonariusz i zbrodniarz nazistowski (ur. 1922)
  - Anatolij Winogradow, rosyjski pisarz, historyk literatury (ur. 1888)
- 1947 – Gusztáv Jány, węgierski generał (ur. 1883)
- 1948:
  - Franz Auer, niemiecki funkcjonariusz i zbrodniarz nazistowski (ur. 1911)
  - Richard Köhler, niemiecki funkcjonariusz i zbrodniarz nazistowski (ur. 1916)
  - Hubert Krautwurst, niemiecki funkcjonariusz i zbrodniarz nazistowski (ur. 1924)
  - Fritz Miroff, niemiecki funkcjonariusz i zbrodniarz nazistowski (ur. 1902)
  - Hans Karl Möser, niemiecki funkcjonariusz i zbrodniarz nazistowski (ur. 1906)
  - Emil Pleissner, niemiecki funkcjonariusz i zbrodniarz nazistowski (ur. 1913)
  - Reinhard Purucker, niemiecki funkcjonariusz i zbrodniarz nazistowski (ur. 1913)
  - Heinrich Schmitz, niemiecki lekarz, zbrodniarz nazistowski (ur. 1896)
  - Oskar Tandler, niemiecki funkcjonariusz i zbrodniarz nazistowski (ur. 1891)
  - Friedrich Wilhelm, niemiecki funkcjonariusz i zbrodniarz nazistowski (ur. 1890)
- 1949:
  - Nikołaj Bystriakow, rosyjski duchowny prawosławny (ur. 1875)
  - Idriz Gjilani, kosowski mułła, polityk (ur. 1901)
- 1950:
  - Edward Cavendish, brytyjski arystokrata, polityk (ur. 1895)
  - Hedwig Courths-Mahler, niemiecka pisarka (ur. 1867)
  - Hubert Stevens, amerykański bobsleista (ur. 1890)
- 1951 – Iwan Jurin, radziecki generał porucznik, polski generał dywizji (ur. 1896)
- 1952:
  - Sven Hedin, szwedzki geograf, podróżnik (ur. 1865)
  - Tadeusz Lubicz-Niezabitowski, polski pułkownik dyplomowany piechoty (ur. 1896)
  - Karol Niezabytowski, polski ziemianin, polityk, minister rolnictwa i dóbr narodowych (ur. 1865)
- 1953 – Bertil Carlsson, szwedzki skoczek narciarski (ur. 1903)
- 1954:
  - Bolesław Tołłoczko, polski maszynoznawca, energetyk (ur. 1882)
  - Jonas Žemaitis, litewski generał (ur. 1909)
- 1956 – Tommy Dorsey, amerykański kompozytor, puzonista, kierownik orkiestry jazzowej (ur. 1905)
- 1957:
  - Theodor Čejka, czeski esperantysta (ur. 1878)
  - Aleksiej Riemizow, rosyjski pisarz (ur. 1877)
- 1958 – Maria Chybińska, polska malarka (ur. 1876)
- 1959:
  - Albert Ketèlbey, brytyjski kompozytor, dyrygent, pianista (ur. 1875)
  - Józef Nikodem Kłosowski, polski pisarz, żołnierz Batalionów Chłopskich, działacz ruchu ludowego (ur. 1904)
- 1960:
  - Fiqri Dine, albański posiadacz ziemski, kolaborant, polityk, premier Albanii (ur. 1897)
  - Kazimierz Piwakowski, polski oficer i działacz niepodległościowy (ur. 1889)
- 1961:
  - Aleksandr Goldenweiser, rosyjski pianista, kompozytor, pedagog pochodzenia żydowskiego (ur. 1875)
  - Tadeusz Paweł Zakrzewski, polski duchowny katolicki, biskup pomocniczy łomżyński, biskup płocki (ur. 1883)
- 1962 – Albert Sarraut, francuski polityk, premier Francji (ur. 1872)
- 1963:
  - Amelita Galli-Curci, włoska śpiewaczka operowa (sopran) (ur. 1882)
  - Władimir Kuczerienko, radziecki polityk (ur. 1909)
- 1964 – Irena Szczepańska, polska pisarka (ur. 1908)
- 1965:
  - Giovanni DeCecca, działacz religijny, członek zarządu Towarzystwa Strażnica Świadków Jehowy (ur. 1879)
  - Stanisław Gepner, polski major kawalerii, muzealnik, malarz, rysownik (ur. 1889)
  - Antoni Pająk, polski polityk, premier RP na uchodźstwie (ur. 1893)
- 1966 – Stanisław Zdanowski, polski żołnierz, działacz niepodległościowy i samorządowy, wiceprezydent Siedlec (ur. 1899)
- 1967:
  - Fritz Brand, niemiecki generał (ur. 1889)
  - Albert Warner, amerykański przedsiębiorca, współzałożyciel wytwórni filmowej Warner Bros. (ur. 1884)
- 1968:
  - Władysław Kędra, polski pianista, pedagog (ur. 1918)
  - Stanisław Kubiński, polski inżynier, wykładowca akademicki (ur. 1889)
  - Natalia Moszkowska, polsko-szwajcarska działaczka socjalistyczna, ekonomistka, wykładowczyni akademicka (ur. 1886)
  - Arnold Zweig, niemiecki pisarz (ur. 1887)
- 1969 – Márton Lőrincz, węgierski zapaśnik (zm. 1911)
- 1970:
  - Henry Brask Andersen, duński kolarz torowy (ur. 1896)
  - Benjamin Oliver Davis Sr., amerykański generał (ur. 1877)
  - Abraham Kupchik, amerykański szachista pochodzenia żydowskiego (ur. 1892)
  - Sigfrid Siwertz, szwedzki poeta, prozaik (ur. 1882)
- 1971:
  - Joe Adonis, amerykański przestępca pochodzenia włoskiego (ur. 1902)
  - Jakub Alberione, włoski duchowny katolicki, założyciel zakonu paulistów, błogosławiony (ur. 1884)
  - Bengt Ekerot, szwedzki aktor, reżyser filmowy (ur. 1920)
  - Aleksander Gajkowicz, polski inżynier, budowniczy dróg i mostów (ur. 1897)
  - Włodzimierz Roefler, polski chirurg (ur. 1921)
- 1973 – Janusz Ziejewski, polski aktor (ur. 1906)
- 1974:
  - Sven Malm, szwedzki lekkoatleta, sprinter i płotkarz (ur. 1894)
  - Hilary Minc, polski działacz komunistyczny, ekonomista, polityk pochodzenia żydowskiego, poseł na Sejm PRL, minister przemysłu i handlu, wicepremier (ur. 1905)
  - Kazimierz Skowroński, polski filozof, działacz społeczny i kulturalny, polityk, poseł na Sejm PRL (ur. 1907)
- 1975 – Wiktor Obuchow, radziecki generał pułkownik wojsk pancernych (ur. 1898)
- 1976:
  - Bernhard Berliner, niemiecki neurolog, psychiatra, psychoanalityk pochodzenia żydowskiego (ur. 1885)
  - Egon Koepsch, niemiecki pilot wojskowy, as myśliwski (ur. 1891)
- 1977 – Aleksiej Gribow, rosyjski aktor (ur. 1902)
- 1978 – Józef Zator-Przytocki, polski duchowny katolicki, podpułkownik AK (ur. 1912)
- 1979:
  - Władysław Grabowski, polski fotograf (ur. 1894)
  - Binjamin Szachor, izraelski polityk (ur. 1916)
- 1980:
  - Kazimierz Dąbrowski, polski psycholog kliniczny, wykładowca akademicki (ur. 1902)
  - Pete DePaolo, amerykański kierowca wyścigowy (ur. 1898)
  - Czesław Gogołkiewicz, polski żeglarz, konstruktor jachtów (ur. 1938)
  - Cypriano Nunes, brazylijski piłkarz, trener (ur. 1892)
  - Rachel Roberts, walijska aktorka (ur. 1927)
  - Ludomir Sleńdziński, polski malarz, rzeźbiarz, pedagog (ur. 1889)
- 1981:
  - Max Euwe, holenderski szachista (ur. 1901)
  - Pierre Pibarot, francuski piłkarz, trener (ur. 1916)
  - Ernesto Prinoth, włoski kierowca wyścigowy (ur. 1923)
- 1982:
  - Juhan Aavik, estoński kompozytor, dyrygent, historyk muzyki (ur. 1884)
  - Olle Gunneriusson, szwedzki biathlonista (ur. 1924)
  - Willy Schärer, szwajcarski lekkoatleta, średniodystansowiec (ur. 1903)
- 1983:
  - Jan Huczko, polski działacz komunistyczny i związkowy (ur. 1897)
  - Jerzy Siwy, polski aktor, reżyser (ur. 1921)
  - Wiktor Trościanko, polski dziennikarz, pisarz (ur. 1911)
- 1984
  - Bernard Lonergan, kanadyjski jezuita, teolog, filozof (ur. 1904)
  - Sylvan Goldman, amerykański biznesmen i twórca wózka sklepowego (ur. 1898)
- 1985:
  - Siergiej Gierasimow, rosyjski aktor, reżyser i scenarzysta filmowy (ur. 1906)
  - Vivien Thomas, amerykański technik chirurgiczny (ur. 1910)
- 1986:
  - Aleksiej Baksow, radziecki generał pułkownik (ur. 1907)
  - Stanisław Haduch, polski pułkownik, chirurg (ur. 1916)
  - Włodzimierz Lechowicz, polski pułkownik, dyplomata, polityk, poseł na Sejm PRL (ur. 1911)
  - Napoleon Siess, polski dyrygent (ur. 1931)
- 1987:
  - Joy Guilford, amerykański psycholog, pedagog, statystyk (ur. 1897)
  - Julia Minc, polska dziennikarka, polityk pochodzenia żydowskiego (ur. 1901)
  - Duncan Sandys, brytyjski polityk (ur. 1908)
- 1988 – Bent Peder Rasch, duński kajakarz, kanadyjkarz (ur. 1934)
- 1989:
  - Ahmed Abdallah, komoryjski polityk, prezydent Komorów (ur. 1919)
  - Chaskiel Gopnik, radziecki pułkownik pilot, as myśliwski (ur. 1917)
  - Cecylia Lewandowska, polska tłumaczka (ur. 1902)
- 1990:
  - Pawieł Afanasjew, radziecki generał major (ur. 1922)
  - Frank Brisko, amerykański kierowca wyścigowy (ur. 1900)
  - Feng Youlan, chiński filozof, historyk filozofii (ur. 1895)
  - Samuel Noah Kramer, amerykański asyrolog, sumerolog (ur. 1897)
  - Ludwig von Moos, szwajcarski polityk, prezydent Szwajcarii (ur. 1910)
  - Leon Pająk, polski porucznik (ur. 1909)
- 1991:
  - Dehl Berti, amerykański aktor pochodzenia indiańskiego (ur. 1921)
  - Feliks Gryglewicz, polski duchowny katolicki, biblista, tłumacz (ur. 1909)
- 1992:
  - Mieczysław Chrostek, polski bokser, trener (ur. 1912)
  - Kathleen Russell, południowoafrykańska pływaczka (ur. 1912)
- 1993:
  - Erwin Gillmeister, niemiecki lekkoatleta, sprinter (ur. 1907)
  - Bogdan Łysakowski, polski aktor (ur. 1932)
  - Grande Otelo, brazylijski aktor, komik, piosenkarz, kompozytor (ur. 1915)
  - Lidia Prajer-Janczewska, polska chemik (ur. 1925)
- 1994:
  - Władlen Bachnow, rosyjski prozaik, poeta, scenarzysta (ur. 1924)
  - Arturo Rivera Damas, salwadorski duchowny katolicki, arcybiskup metropolita San Salvadoru (ur. 1923)
  - Janisław Sipiński, polski bokser, trener (ur. 1913)
- 1995 – Bengt Palmquist, szwedzki żeglarz sportowy (ur. 1923)
- 1996:
  - Joan Hammond, australijska śpiewaczka operowa (sopran) (ur. 1912)
  - Elrey B. Jeppesen, amerykański pionier lotnictwa (ur. 1907)
  - Paul Rand, amerykański grafik (ur. 1914)
- 1997:
  - Teresa Monasterska, polska historyk (ur. ?)
  - Norbert Świtała, polski żużlowiec (ur. 1934)
- 1999 – Ashley Montagu, brytyjski antropolog, popularyzator nauki (ur. 1905)
- 2000:
  - Piet Biesiadecki, amerykański bobsleista pochodzenia polskiego (ur. 1920)
  - Jack Schwarz(inne języki), holenderski filozof, humanista (ur. 1924)
- 2001:
  - Lajos Kada, węgierski duchowny katolicki, arcybiskup, nuncjusz apostolski (ur. 1924)
  - Olga Scherer, polska pisarka, historyk i teoretyk literatury, tłumaczka (ur. 1924)
- 2003:
  - Zygmunt Czyż, polski malarz, grafik, rysownik, projektant (ur. 1940)
  - Ilia Shyti, albański aktor (ur. 1929)
- 2004:
  - Jerzy Altkorn, polski ekonomista (ur. 1931)
  - Philippe de Broca, francuski aktor, reżyser i scenarzysta filmowy (ur. 1933)
  - Iwan Dudionkow, radziecki polityk (ur. 1929)
  - Hans Schaffner, szwajcarski polityk, prezydent Szwajcarii (ur. 1908)
- 2005:
  - Elisabeth Behr-Sigel, francuska teolog prawosławna (ur. 1907)
  - Emilia Waśniowska, polska poetka (ur. 1954)
- 2006:
  - Isaac Gálvez, hiszpański kolarz torowy i szosowy (ur. 1975)
  - Günter Sieber, wschodnioniemiecki polityk, dyplomata (ur. 1930)
- 2007:
  - Halina Martinowa, polska działaczka polonijna, uczestniczka powstania warszawskiego (ur. 1911)
  - Herb McKenley, jamajski lekkoatleta, sprinter (ur. 1922)
- 2008:
  - Gawri’el Holtzberg, izraelski działacz religijny, rabin (ur. 1979)
  - Riwka Holtzberg, izraelska działaczka religijna (ur. 1980)
  - Edna Parker, amerykańska superstulatka (ur. 1893)
  - Helena Wolińska, polska prokurator pochodzenia żydowskiego (ur. 1919)
- 2009 – Nikoła Kowaczew, bułgarski piłkarz, trener (ur. 1934)
- 2010:
  - Palle Huld, duński aktor (ur. 1912)
  - Pinchas Menachem Joskowicz, izraelski rabin (ur. 1924)
  - Maria Stolzman, polska polityk, działaczka społeczna (ur. 1929)
- 2011:
  - Iván Menczel, węgierski piłkarz (ur. 1941)
  - Chukwuemeka Odumegwu Ojukwu, nigeryjski polityk, pierwszy prezydent Republiki Biafry (ur. 1933)
  - Ireneusz Wójcicki, polski muzyk, członek zespołu EKT Gdynia (ur. 1963)
- 2012:
  - Joanna Bogacka, polska aktorka (ur. 1945)
  - Joseph Murray, amerykański lekarz chirurg, laureat Nagrody Nobla (ur. 1919)
  - Julius Veselka, litewski ekonomista, polityk (ur. 1943)
- 2013:
  - Arik Einstein, izraelski piosenkarz (ur. 1939)
  - Tony Musante, amerykański aktor (ur. 1936)
  - Cayetano Ré, paragwajski piłkarz (ur. 1938)
  - Stan Stennett, brytyjski aktor, muzyk jazzowy (ur. 1927)
  - Sarah Teelow, australijska narciarka wodna (ur. 1993)
- 2014:
  - János Konrád, węgierski piłkarz wodny (ur. 1941)
  - Janusz Kubicki, polski aktor (ur. 1931)
- 2015:
  - Zachariasz Jabłoński, polski duchowny katolicki, paulin, teolog (ur. 1940)
  - Andrzej Kłopotek, polski polityk, poseł na Sejm RP (ur. 1959)
- 2016:
  - Alv Gjestvang, norweski łyżwiarz szybki (ur. 1937)
  - Peter Hintze, niemiecki polityk (ur. 1950)
  - Peter Hans Kolvenbach, holenderski duchowny katolicki, jezuita, przełożony generalny Towarzystwa Jezusowego (ur. 1928)
- 2017:
  - Franciszek Dziedzic, polski duchowny katolicki, historyk sztuki, malarz (ur. 1946)
  - Georg Iggers, niemiecki historyk (ur. 1926)
- 2018:
  - Bernardo Bertolucci, włoski reżyser i scenarzysta filmowy (ur. 1941)
  - Stanisław Czepita, polski prawnik, teoretyk prawa (ur. 1954)
  - Johnny Hart, angielski piłkarz, trener (ur. 1928)
  - Stephen Hillenburg, amerykański animator (ur. 1961)
  - Leo Schwarz, niemiecki duchowny katolicki, biskup pomocniczy Trewiru (ur. 1931)
- 2019:
  - Ken Kavanagh, australijski kierowca wyścigowy i motocyklowy (ur. 1923)
  - Köbi Kuhn, szwajcarski piłkarz, trener (ur. 1943)
  - Bruno Nicolè, włoski piłkarz (ur. 1940)
- 2020:
  - Władimir Iwanow, bułgarski lekkoatleta, sprinter (ur. 1955)
  - Benjamín Jiménez Hernández, meksykański duchowny katolicki, biskup Culiacán (ur. 1938)
  - Dimityr Łargow, bułgarski piłkarz (ur. 1936)
  - Sadik al-Mahdi, sudański polityk, premier Sudanu (ur. 1935)
  - Alfonso Milián Sorribas, hiszpański duchowny katolicki, biskup Barbastro-Monzón (ur. 1939)
  - Daria Nicolodi, włoska aktorka (ur. 1950)
  - Louis Nzala, kongijski duchowny katolicki, biskup Popokabaki (ur. 1946)
- 2021:
  - Stanisław Gebethner, polski politolog, prawnik, członek Trybunału Stanu (ur. 1935)
  - Rusłan Mostowy, ukraiński piłkarz, trener (ur. 1974)
  - Heinrich Pfeiffer, niemiecki duchowny katolicki, jezuita, historyk sztuki (ur. 1939)
  - Stephen Sondheim, amerykański kompozytor musicali, autor tekstów piosenek (ur. 1930)
  - Aleksandr Timoszynin, rosyjski wioślarz (ur. 1948)
  - Artur Walczak, polski strongmen, zawodnik MMA (ur. 1975)
  - Gierman Zonin, rosyjski piłkarz, trener (ur. 1926)
- 2022:
  - Martin Drennan, irlandzki duchowny katolicki, biskup Galway-Kilmacduagh (ur. 1944)
  - Fernando Gomes, portugalski piłkarz (ur. 1956)
  - Jan Krzyżanowski, polski działacz teatralny (ur. 1935)
  - Uładzimir Makiej, białoruski polityk, dyplomata, minister spraw zagranicznych (ur. 1958)
  - Albert Pyun, amerykański reżyser i scenarzysta filmowy (ur. 1953)
  - Paul Swain, amerykański duchowny katolicki, biskup Sioux Falls (ur. 1943)
- 2023:
  - Papa Arko, ghański piłkarz (ur. ?)
  - Rafał Rękosiewicz, polski muzyk, poeta, kompozytor, autor tekstów piosenek, tłumacz, producent muzyczny (ur. 1947)
  - Manfred Słaboń, polski duchowny katolicki, etnograf, poeta, dziennikarz (ur. 1941)
  - Teresa Zarzeczańska-Różańska, polska pływaczka (ur. 1946)
- 2024:
  - Jim Abrahams, amerykański reżyser i scenarzysta filmowy, pisarz (ur. 1944)
  - Choan Seng Song, tajwański teolog prezbiteriański (ur. 1929)
  - Birgitta Dahl, szwedzka nauczycielka, polityk, minister energii i środowiska, przewodnicząca Riksdagu (ur. 1937)
  - Jan Furtok, polski piłkarz (ur. 1962)
  - Gemma Hussey, irlandzka polityk, minister edukacji, minister spraw społecznych, minister pracy (ur. 1938)
  - Scott L. Schwartz, amerykański aktor, kaskader (ur. 1959)